# Rethusus lacrimosus
Rethusus lacrimosus là một loài bọ cánh cứng trong họ Latridiidae. Loài này được Broun miêu tả khoa học năm 1886.